# دایهاتسو اپتی
دایهاتسو اپتی (Daihatsu Opti) خودرویی است که در سال‌های ۱۹۹۲ تا ۲۰۰۲تولید شده‌است.
حجم موتور این خودرو ۶۵۹ سی‌سی است.